# Candelaria (capital municipal)
Candelaria es una entidad de población y capital administrativa del municipio homónimo, en la isla de Tenerife —Canarias, España—.

## Toponimia
La ciudad, al igual que el municipio, toma el nombre de la imagen religiosa venerada en ella. Es decir, la Virgen de Candelaria, quien es la patrona de las Islas Canarias.

## Características
Situada en el extremo nordeste del valle de Güímar, la capital municipal de Candelaria se encuentra a una altitud media de 72 m s. n. m.
Está compuesta, además de por el casco de Candelaria, por los núcleos de Aroba, Brillasol, La Palma, La Viuda, Polígono Industrial y Punta Larga.
Como capital administrativa, Candelaria concentra gran parte de las infraestructuras municipales. Aquí se localizan el ayuntamiento, los principales templos del municipio —Basílica de Ntra. Sra. de Candelaria, iglesia de Santa Ana y ermita de San Blas—, el tanatorio y cementerio municipales, los centros de enseñanza IES Santa Ana y Punta Larga, CEIP Príncipe Felipe y Punta Larga, la escuela infantil Los Menceyes y el centro de educación infantil La Cigüeña, la Academia Municipal de Música Abilio Alonso Otazo, el Centro Cultural de la Villa de Candelaria y el centro social Zona Joven, el Centro Alfarero, el Mercadillo del Agricultor o el Centro de la 3.ª edad Antón Guanche. La entidad también cuenta con numerosas plazas públicas entre las que destaca la plaza de la Patrona de Canarias, parques infantiles y urbanos, numerosas instalaciones deportivas —campo municipal de fútbol, campo de fútbol siete, polideportivos y un gimnasio urbano y una cancha de vóley playa—, farmacias, un centro de salud, una biblioteca municipal, varias entidades bancarias, un puesto de Cruz Roja, centros comerciales, gasolinera, oficina de Correos, así como numerosos comercios, bares y restaurantes.
La costa de Candelaria se encuentra repleta de las pequeñas playas de La Viuda, Samarines, La Arena, del Alcalde, del Pozo, de Olegario, La Hornilla y de Punta Larga, contando también con una piscina municipal y con un puerto pesquero y otro deportivo.

## Demografía
| Año        | 2000  | 2001  | 2002  | 2003  | 2004   | 2005   | 2006   | 2007   | 2008   | 2009   | 2010   | 2011   | 2012   | 2013   | 2014   |
| ---------- | ----- | ----- | ----- | ----- | ------ | ------ | ------ | ------ | ------ | ------ | ------ | ------ | ------ | ------ | ------ |
| Habitantes | 5.924 | 6.097 | 8.663 | 9.578 | 10.695 | 11.603 | 12.022 | 12.702 | 13.169 | 13.655 | 13.992 | 14.406 | 14.588 | 14.420 | 14.612 |

## Fiestas
En la entidad se celebran fiestas en honor a la Virgen de Candelaria el 2 de febrero y el 15 de agosto. El 3 de febrero se celebra San Blas, y Santa Ana y la Virgen del Carmen en julio. También sobresalen los Carnavales y la Semana Santa.

## Comunicaciones
Se accede a la entidad principalmente por la Autopista del Sur TF-1.

### Transporte público
Posee paradas de taxi en las calles del Periodista Ernesto Salcedo, Padre Jesús Mendoza
En Candelaria se encuentra una estación de autobuses —guaguas—, quedando conectada mediante las siguientes líneas de TITSA:
| Línea | Trayecto                                                                     | Recorrido |
| ----- | ---------------------------------------------------------------------------- | --- |
| 111   | Sta. Cruz - Aeropuerto Sur - Los Cristianos - Costa Adeje                    | Horario/Línea                                                                                                   |
| 112   | Sta. Cruz - Arona (por Costa del Silencio)                                   | Horario/Línea (enlace roto disponible en Internet Archive; véase el historial, la primera versión y la última). |
| 115   | Sta. Cruz - Las Galletas - Costa del Silencio                                | Horario/Línea (enlace roto disponible en Internet Archive; véase el historial, la primera versión y la última). |
| 116   | Sta. Cruz - Granadilla (por El Médano)                                       | Horario/Línea (enlace roto disponible en Internet Archive; véase el historial, la primera versión y la última). |
| 120   | Sta. Cruz - Güímar (por Candelaria y el Puertito de Güímar)                  | Horario/Línea                                                                                                   |
| 121   | Sta. Cruz - Güímar (por Arafo)                                               | Horario/Línea                                                                                                   |
| 122   | Sta. Cruz - Las Caletillas - Candelaria y polígono industrial de Güímar      | Horario/Línea                                                                                                   |
| 123   | Sta. Cruz - Araya (por Las Caletillas y Candelaria)                          | Horario/Línea Archivado el 29 de julio de 2016 en Wayback Machine.                                              |
| 124   | Sta. Cruz - Güímar (por Candelaria y Polígono I. de Güímar)                  | Horario/Línea Archivado el 29 de julio de 2016 en Wayback Machine.                                              |
| 126   | Candelaria - Guajara (Universidad) - H. U. La Candelaria - Intercambiador SC | Horario/Línea                                                                                                   |
| 127   | Taco - Güímar (por Barranco Hondo y Candelaria)                              | Horario/Línea                                                                                                   |
| 131   | Sta. Cruz - Igueste de Candelaria (por Las Caletillas)                       | Horario/Línea Archivado el 29 de julio de 2016 en Wayback Machine.                                              |

### Caminos
A lo largo de la costa de Candelaria se encuentra uno de los caminos homologados de la Red de Senderos de Tenerife:
- SL-TF 292 Samarines

## Lugares de interés
- Avenidas de Los Menceyes y de La Constitución
- Calle del Obispo Pérez Cáceres
- Plaza de La Patrona de Canarias
- Ayuntamiento de Candelaria
- Basílica de Nuestra Señora de Candelaria
- Iglesia de Santa Ana
- Ermita de San Blas
- Centro Alfarero Casa Las Miquelas
- Centro Comercial Punta Larga
- Club Náutico La Galera